# 2015년 11월
| 2015년: 1월 · 2월 · 3월 · 4월 · 5월 · 6월 · 7월 · 8월 · 9월 · 10월 · 11월 · 12월 |

| <           | 2015년 11월 | 2015년 11월 | 2015년 11월 | 2015년 11월  | 2015년 11월 | >          |
| 일          | 월          | 화          | 수          | 목           | 금          | 토         |
| 1 9.20 신사 | 2 21 임오   | 3 22 계미   | 4 23 갑신   | 5 24 을유    | 6 25 병술   | 7 26 정해  |
| 8 27 무자   | 9 28 기축   | 10 29 경인  | 11 30 신묘  | 12 10.1 임진 | 13 2 계사   | 14 3 갑오  |
| 15 4 을미   | 16 5 병신   | 17 6 정유   | 18 7 무술   | 19 8 기해    | 20 9 경자   | 21 10 신축 |
| 22 11 임인  | 23 12 계묘  | 24 13 갑진  | 25 14 을사  | 26 15 병오   | 27 16 정미  | 28 17 무신 |
| 29 18 기유  | 30 19 경술  |             |             |              |             |            |

| - 11월 22일 - 김영삼 - 11월 10일 - 헬무트 슈미트 - 11월 22일 - 아르헨티나 대선 - 11월 08일 - 미얀마 총선 편집하기 |

## 2015년 11월 30일 (월요일)
경제
- 국제통화기금이 중화인민공화국의 화폐인 위안화를 특별인출권 기반통화로의 편입을 결정하다.

환경
- 프랑스 파리에서 기후변화협약 총회가 개최되다.

## 2015년 11월 27일 (금요일)
테러
- 나이지리아 카노에서 시아파 이슬람인의 행사 중에 자살 폭탄 테러가 일어나, 21명의 사망자를 포함한 60여 명의 사상자가 발생하다.

사회
- 프란치스코 교황이 30일까지 케냐, 우간다, 중앙아프리카 공화국 등 아프리카 3개국을 순방하다.

## 2015년 11월 26일 (목요일)
국제
- 호주 남부 애들레이드의 평원에서 대형 화재가 발생해 5명이 사망하고, 가축 2마리도 사망하다.

## 2015년 11월 25일 (수요일)
사회
- 메르스 80번 환자가 합병증을 이유로 숨을 거두다. 이로써 메르스 환자는 단 한 명도 남지 않게 되다.

## 2015년 11월 24일 (화요일)
군사
- 튀르키예-시리아 국경에서 터키 공군의 공격을 받아 러시아 전투기가 격추되다.

## 2015년 11월 23일 (월요일)
사회
- 일본 도쿄에 있는 야스쿠니 신사의 남문 야외화장실에서 폭발 사건이 발생하였다
- 미국 뉴올리언스에서 총기난사가 발생해 16명이 부상당하였다.

군사
- 강원도 원주시에서 미군 아파치 헬기 추락사고가 발생하여 2명이 사망하였다.

## 2015년 11월 22일 (일요일)
선거
- 아르헨티나 공화주의제안당(PRO)의 마우리시오 마크리가 대통령 선거에서 승리하다.

사망
- 대한민국 제14대 대통령 김영삼이 88세의 나이로 서거하다.

## 2015년 11월 20일 (금요일)
테러
- 말리 수도 바마코 도심에 있는 호텔에서 인질극이 발생해 19명이 사망하다.

## 2015년 11월 19일 (목요일)
경제
- 대한민국 대법원이 대형마트 영업시간 및 의무휴업일 규제가 적법하다고 판결하다.

## 2015년 11월 14일 (토요일)
사회
- 대한민국 서울특별시 도심에서 10만 명이 참여한 민중총궐기 시위가 열리다.

테러
- 프랑스 파리 전역에서 연쇄 폭탄 테러가 발생하여 130명 이상이 사망하다.

## 2015년 11월 12일 (목요일)
교육
- 2016학년도 대학수학능력시험이 실시되다.

## 2015년 11월 8일 (일요일)
선거
- 미얀마 총선에서 국민민주연맹이 상하원·지역의회의 과반수를 차지하다.

## 2015년 11월 4일 (수요일)
재해
- 인도네시아 발리 섬 동쪽 린자니 산에서 화산 폭발이 발생하다.

정치
- 몰디브 정부가 대통령 공관 근처에서 무기 및 폭발물을 발견하자 정정 불안을 이유로 국가비상사태를 선포하다.

## 2015년 11월 3일 (화요일)
사회
- 대한민국 정부가 논란 끝에 한국사 교과서 발행체제를 국정으로 확정 고시하다.

## 2015년 11월 1일 (일요일)
정치
- 박근혜 대한민국 대통령, 리커창 중화인민공화국 총리, 아베 신조 일본 총리가 참석한 가운데 한중일 3국 정상회담이 열리다.